# Selena Gomez/Auszeichnungen für Musikverkäufe

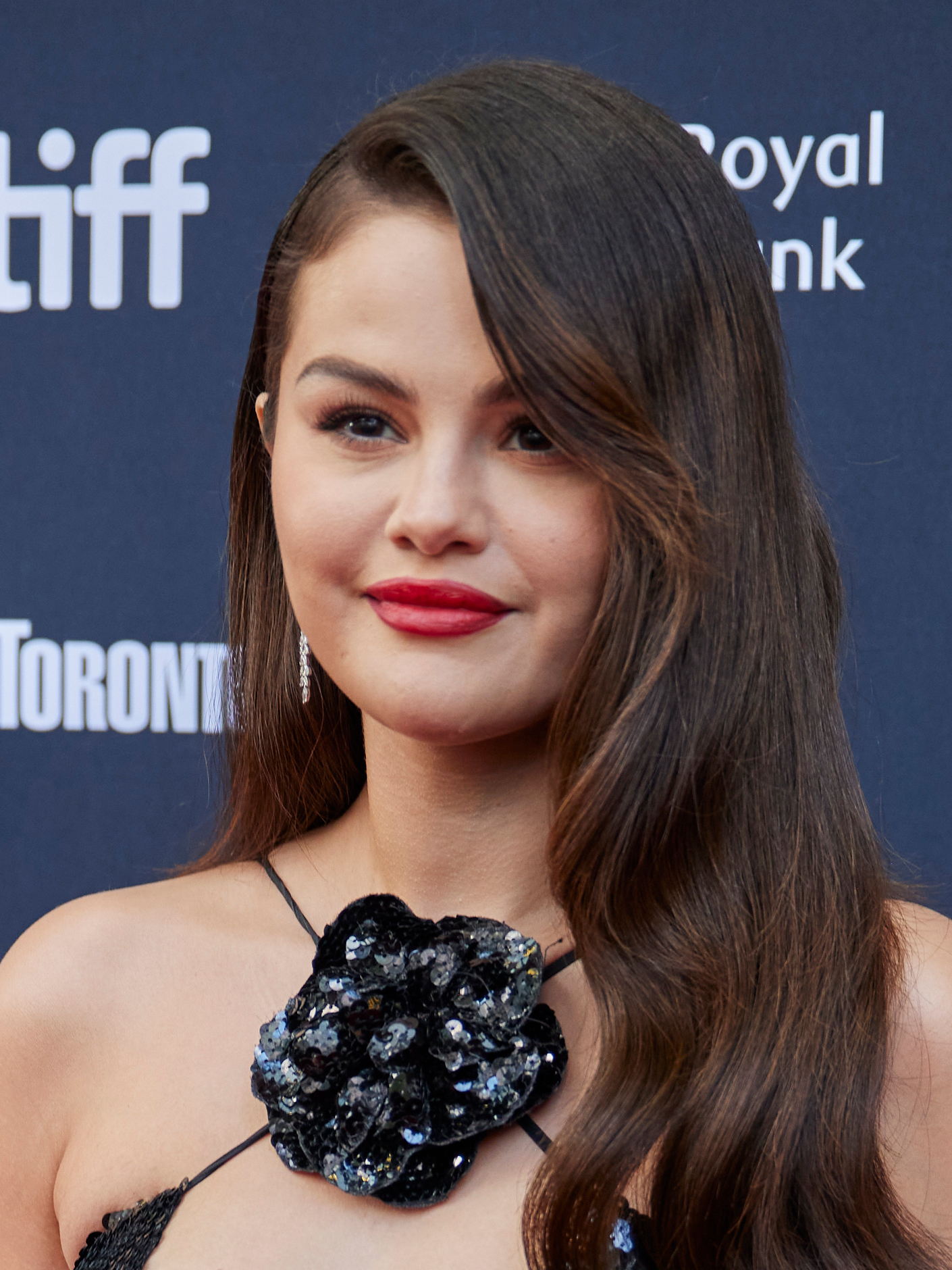
Selena Gomez (2024)

Dies ist eine Übersicht über die Auszeichnungen für Musikverkäufe der US-amerikanischen Popsängerin Selena Gomez und den Veröffentlichungen mit ihrer Band Selena Gomez & The Scene. Die Auszeichnungen finden sich nach ihrer Art (Gold, Platin usw.), nach Staaten getrennt in chronologischer Reihenfolge, geordnet sowie nach den Tonträgern selbst, ebenfalls in chronologischer Reihenfolge, getrennt nach Medium (Alben, Singles usw.), wieder.

## Auszeichnungen
| - Vereinigtes Königreich - 2013: für das Album Kiss & Tell - 2013: für das Album A Year Without Rain - 2018: für das Album When the Sun Goes Down - 2019: für die Single I Want You to Know - 2021: für die Single Naturally - 2021: für die Single Fetish - 2021: für die Single Who Says - 2022: für die Single Rare - 2022: für die Single The Heart Wants What It Wants - 2024: für die Single Let Somebody Go - 2025: für die Single Look at Her Now - Argentinien - 2011: für das Album Kiss & Tell - 2013: für das Album Stars Dance - Australien - 2011: für die Single A Year Without Rain - 2011: für die Single Love You Like a Love Song - 2024: für die Single Feel Me - 2024: für das Lied People You Know - 2024: für die Single Slow Down - Belgien - 2018: für die Single Back to You - 2019: für die Single Lose You to Love Me - Brasilien - 2011: für das Album A Year Without Rain - 2012: für das Album When the Sun Goes Down - 2013: für das Album Stars Dance - 2015: für das Album For You - 2024: für das Lied Anxiety - 2024: für das Lied Ring - 2024: für das Lied Souvenir - 2024: für die Single Me & the Rhythm - 2024: für das Lied Vulnerable - 2024: für die Single Slow Down - 2024: für das Lied Only You - 2024: für die Single Selfish Love - 2024: für die Single Past Life (Remix) - 2024: für das Lied Dance Again - 2024: für das Lied Crowded Room - 2024: für das Lied Let Me Get You - 2024: für die Single Naturally - Chile - 2016: für das Album Revival - 2023: für die Single Calm Down (Remix) - Dänemark - 2013: für das Streaming Come & Get It - 2015: für die Single I Want You to Know - 2016: für die Single Kill Em with Kindness - 2019: für die Single Bad Liar - 2020: für die Single Fetish - 2021: für die Single Love You Like a Love Song - 2023: für die Single Who Says - Deutschland - 2017: für die Single Kill Em with Kindness - 2018: für die Single We Don’t Talk Anymore - 2018: für die Single Good for You - 2019: für die Single Back to You - 2020: für die Single Same Old Love - 2022: für die Single Hands to Myself - 2023: für die Single Lose You to Love Me - 2023: für die Single I Want You to Know - Finnland - 2020: für die Single Lose You to Love Me - 2022: für das Album Stars Dance - 2022: für das Album Rare - Frankreich - 2018: für die Single Fetish - 2020: für die Single Lose You to Love Me - 2020: für die Single I Can’t Get Enough - 2022: für die Single Rare - 2024: für die Single Let Somebody Go - 2024: für die Single Bad Liar - Indonesien - 2011: für das Album When the Sun Goes Down - Italien - 2015: für die Single I Want You to Know - 2017: für die Single Bad Liar - 2017: für die Single Fetish - 2018: für die Single Back to You - 2019: für die Single The Heart Wants What It Wants - 2020: für die Single Lose You to Love Me - 2024: für die Single Let Somebody Go - 2024: für die Single Love You Like a Love Song - 2024: für die Single Single Soon - Japan - 2022: für das Streaming Ice Cream - 2023: für das Streaming We Don’t Talk Anymore - 2025: für das Streaming Wolves - Kanada - 2011: für das Album Kiss & Tell - 2011: für das Album A Year Without Rain - 2013: für das Album Stars Dance - 2016: für das Album Revival - 2020: für das Lied Anxiety - 2022: für die Single Round & Round - 2023: für die Single Single Soon - Kolumbien - 2014: für das Album Stars Dance - Mexiko - 2012: für das Album When the Sun Goes Down - 2013: für die Single Come & Get It - 2014: für die Single Slow Down - 2016: für die Single Good for You - 2016: für das Album For You - Neuseeland - 2013: für die Single A Year Without Rain - 2018: für die Single Trust Nobody - 2020: für das Album For You - 2021: für das Album When the Sun Goes Down - Norwegen - 2013: für die Single Who Says - 2013: für das Streaming Who Says - 2013: für die Single Come & Get It - 2021: für die Single Feel Me - 2021: für die Single Ice Cream - 2021: für die Single Look at Her Now - 2021: für die Single Rare - Österreich - 2024: für die Single Good for You - 2024: für die Single Love You Like a Love Song - 2024: für das Album Kiss & Tell - 2024: für die Single Same Old Love - 2024: für das Album Rare - 2024: für die Single Kill Em with Kindness - 2024: für die Single Hands to Myself - Polen - 2011: für das Album When the Sun Goes Down - 2020: für die Single Feel Me - 2020: für die Single Look at Her Now - 2020: für die Single Rare - 2021: für die Single Baila conmigo - 2021: für die Single I Can’t Get Enough - 2023: für das Lied People You Know - 2024: für die Single Fetish - 2024: für die Single Single Soon - Portugal - 2010: für das Album A Year Without Rain - 2018: für die Single Back to You - 2019: für die Single Kill Em with Kindness - 2020: für die Single Look at Her Now - 2022: für die Single Good for You - 2022: für die Single Same Old Love - 2022: für die Single Fetish - 2023: für die Single Let Somebody Go - Schweden - 2011: für die Single Love You Like a Love Song - 2013: für die Single Come & Get It - 2015: für die Single The Heart Wants What It Wants - 2022: für die Single Bad Liar - 2022: für die Single Fetish - Schweiz - 2016: für die Single We Don’t Talk Anymore - Singapur - 2020: für das Album Rare - 2020: für das Album When the Sun Goes Down - Spanien - 2011: für das Album Kiss & Tell - 2012: für das Album When the Sun Goes Down - 2013: für das Album A Year Without Rain - 2015: für die Single Good for You - 2023: für die Single Let Somebody Go - 2024: für die Single Hands to Myself - 2024: für die Single Kill Em with Kindness - 2024: für die Single Same Old Love - 2025: für die Single I Can’t Get Enough - Thailand - 2016: für das Album Revival - Vereinigte Staaten - 2011: für das Album A Year Without Rain - 2011: für das Album When the Sun Goes Down - 2019: für die Single I Can’t Get Enough - 2019: für die Single Trust Nobody - 2022: für die Single Past Life (Remix) - 2023: für die Single Falling Down - 2023: für die Single Shake It Up - 2024: für das Lied Magic - 2025: für das Album Stars Dance - 2025: für das Album For You - 2025: für die Single Rare - 2025: für das Album Rare - Vereinigtes Königreich - 2019: für die Single Kill Em with Kindness - 2019: für das Album Revival - 2019: für die Single Bad Liar - 2021: für das Album Rare - 2022: für die Single Come & Get It - 2023: für die Single Same Old Love - 2024: für die Single Love You Like a Love Song - 2024: für das Album For You | - Australien - 2013: für die Single Who Says - 2023: für die Single Ice Cream - 2024: für die Single Look at Her Now - 2024: für die Single Rare - 2024: für die Single Single Soon - 2024: für die Single The Heart Wants What It Wants - 2024: für das Album Revival - Belgien - 2017: für die Single We Don’t Talk Anymore - 2018: für die Single Wolves - 2019: für die Single Taki Taki - Brasilien - 2022: für die Single Let Somebody Go - 2024: für die Single Feel Me - 2024: für die Single Boyfriend - 2024: für die Single I Want You to Know - 2024: für das Lied Souvenir - 2024: für die Single De una vez - 2024: für das Lied People You Know - 2024: für die Single Single Soon - 2024: für die Single A Year Without Rain - Chile - 2011: für das Album A Year Without Rain - Dänemark - 2016: für die Single Same Old Love - 2018: für die Single Wolves - 2020: für die Single Taki Taki - 2020: für die Single Hands to Myself - 2020: für die Single Back to You - 2021: für die Single Lose You to Love Me - 2023: für die Single The Heart Wants What It Wants - 2025: für das Album Rare - Deutschland - 2019: für die Single Wolves - 2021: für die Single Taki Taki - Ecuador - 2016: für die Single Good for You - Finnland - 2020: für das Album Revival - Frankreich - 2022: für die Single Selfish Love - Griechenland - 2023: für die Single Calm Down (Remix) - Italien - 2016: für die Single Good for You - 2016: für die Single Hands to Myself - 2018: für die Single Wolves - 2019: für die Single Same Old Love - Kanada - 2010: für die Single Naturally - 2013: für das Album When the Sun Goes Down - 2015: für die Single The Heart Wants What It Wants - 2016: für die Single Hands to Myself - 2022: für die Single Rare - 2022: für die Single Past Life (Remix) - 2022: für die Single Ice Cream - Mexiko - 2016: für das Album Stars Dance - 2018: für die Single Back to You - Neuseeland - 2015: für die Single Come & Get It - 2015: für die Single Good for You - 2018: für die Single Kill Em with Kindness - 2019: für die Single Bad Liar - 2020: für die Single Same Old Love - 2020: für die Single Fetish - 2021: für die Single Who Says - 2023: für die Single The Heart Wants What It Wants - 2024: für das Album Rare - Norwegen - 2013: für das Streaming Love You Like a Love Song - 2013: für die Single Love You Like a Love Song - 2013: für das Streaming Come & Get It - 2021: für das Album Rare - 2021: für die Single Bad Liar - 2021: für die Single Fetish - 2021: für die Single Kill Em with Kindness - 2024: für die Single Calm Down (Remix) - Österreich - 2017: für die Single It Ain’t Me - 2017: für das Album Revival - 2023: für die Single Taki Taki - 2024: für die Single Wolves - 2024: für die Single Lose You to Love Me - 2024: für die Single Back to You - Polen - 2011: für das Album A Year Without Rain - 2016: für das Album Revival - 2023: für das Album Rare - 2023: für die Single Kill Em with Kindness - Portugal - 2011: für das Album When the Sun Goes Down - 2013: für das Album Stars Dance - 2017: für die Single It Ain’t Me - 2020: für die Single Lose You to Love Me - 2022: für die Single Hands to Myself - Russland - 2011: für die Single Love You Like a Love Song - Schweden - 2015: für die Single I Want You to Know - 2016: für die Single Kill Em with Kindness - 2016: für die Single Same Old Love - 2017: für das Album Revival - 2018: für die Single Back to You - 2022: für die Single Lose You to Love Me - Singapur - 2019: für das Album Revival - Spanien - 2024: für die Single Back to You - 2024: für die Single Lose You to Love Me - 2025: für die Single Love You Like a Love Song - Vereinigte Staaten - 2013: für die Single Round & Round - 2013: für die Single Hit the Lights - 2016: für das Album Revival - 2018: für die Single Kill Em with Kindness - 2018: für die Single Fetish - 2018: für die Single Bad Liar - 2023: für das Album Kiss & Tell - Vereinigtes Königreich - 2018: für die Single Hands to Myself - 2018: für die Single Wolves - 2020: für die Single Back to You - 2021: für die Single Good for You - 2021: für die Single Taki Taki | - Australien - 2020: für die Single Taki Taki - 2024: für die Single Come & Get It - 2024: für die Single Kill Em with Kindness - 2024: für die Single Same Old Love - 2024: für die Single Fetish - 2025: für die Single I Want You to Know - Belgien - 2017: für die Single It Ain’t Me - Brasilien - 2024: für die Single I Can’t Get Enough - 2024: für die Single Baila conmigo - 2024: für die Single Who Says - Dänemark - 2018: für die Single It Ain’t Me - 2019: für die Single We Don’t Talk Anymore - 2020: für die Single Lose You to Love Me - 2023: für das Album Revival - 2024: für die Single Good for You - Deutschland - 2023: für die Single It Ain’t Me - Finnland - 2020: für die Single Back to You - 2020: für die Single Wolves - Italien - 2019: für die Single Taki Taki - 2019: für die Single Kill Em with Kindness - Kanada - 2013: für die Single Come & Get It - 2016: für die Single Good for You - 2016: für die Single Same Old Love - 2022: für die Single Fetish - 2022: für die Single I Can’t Get Enough - 2022: für die Single Lose You to Love Me - Neuseeland - 2016: für die Single Hands to Myself - 2020: für die Single Back to You - 2023: für die Single Taki Taki - 2025: für das Album Revival - Norwegen - 2021: für die Single Hands to Myself - 2021: für die Single Lose You to Love Me - 2021: für die Single Same Old Love - 2021: für die Single Taki Taki - 2021: für die Single We Don’t Talk Anymore - Polen - 2016: für die Single Hands to Myself - 2016: für die Single Same Old Love - 2021: für die Single Good For You - 2021: für die Single Lose You to Love Me - Portugal - 2020: für die Single We Don’t Talk Anymore - 2020: für die Single Wolves - Schweden - 2015: für die Single Good for You - 2016: für die Single Hands to Myself - 2018: für die Single Wolves - Spanien - 2017: für die Single It Ain’t Me - 2021: für die Single Baila conmigo - 2025: für die Single Wolves - Vereinigte Staaten - 2013: für die Single A Year Without Rain - 2018: für die Single Hands to Myself - 2019: für die Single Back to You - 2023: für die Single Slow Down - 2025: für die Single I Want You to Know - Vereinigtes Königreich - 2021: für die Single It Ain’t Me - 2023: für die Single We Don’t Talk Anymore - 2024: für die Single Lose You to Love Me - Mexiko - 2018: für das Album Revival - Australien - 2024: für die Single Bad Liar - Brasilien - 2024: für die Single Bad Liar - 2024: für die Single Come & Get It - 2024: für die Single Rare - 2024: für die Single Look at Her Now - 2024: für die Single Love You Like a Love Song - 2024: für das Album Rare - 2024: für das Album Revival - Italien - 2017: für die Single It Ain’t Me - Kanada - 2022: für die Single Bad Liar - Mexiko - 2019: für die Single Wolves - 2019: für die Single It Ain’t Me - Neuseeland - 2022: für die Single Wolves - 2025: für die Single Lose You to Love Me - Norwegen - 2021: für das Album Revival - 2021: für die Single Back to You - 2021: für die Single Good for You - 2021: für die Single Wolves - Polen - 2018: für die Single It Ain’t Me - 2020: für die Single Back to You - 2021: für die Single Taki Taki - 2021: für die Single Wolves - 2024: für die Single We Don’t Talk Anymore - Portugal - 2022: für die Single Taki Taki - Schweiz - 2018: für die Single It Ain’t Me - Spanien - 2024: für die Single We Don’t Talk Anymore - Vereinigte Staaten - 2016: für die Single Good for You - 2018: für die Single Same Old Love - 2019: für die Single It Ain’t Me - 2021: für die Single Lose You to Love Me - Mexiko - 2019: für die Single Taki Taki - Australien - 2024: für die Single Hands to Myself - Kanada - 2019: für die Single We Don’t Talk Anymore - Neuseeland - 2024: für die Single It Ain’t Me - 2024: für die Single We Don’t Talk Anymore - 2025: für die Single Calm Down (Remix) - Norwegen - 2021: für die Single The Heart Wants What It Wants - Spanien - 2024: für die Single Taki Taki - Vereinigte Staaten - 2014: für die Single Naturally - 2020: für die Single Taki Taki - 2023: für die Single The Heart Wants What It Wants - 2024: für die Single Wolves - 2025: für die Single Who Says - Australien - 2018: für die Single It Ain’t Me - 2022: für die Single We Don’t Talk Anymore - 2024: für die Single Back to You - 2024: für die Single Lose You to Love Me - 2024: für die Single Good for You - Italien - 2017: für die Single We Don’t Talk Anymore - Kanada - 2022: für die Single Lose You to Love Me - Vereinigte Staaten - 2022: für die Single We Don’t Talk Anymore - 2023: für die Single Come & Get It - Kanada - 2022: für die Single Wolves - 2023: für die Single Taki Taki - Vereinigte Staaten - 2024: für die Single Love You Like a Love Song - Australien - 2024: für die Single Wolves - Norwegen - 2021: für die Single It Ain’t Me - Schweden - 2018: für die Single It Ain’t Me - Australien - 2024: für die Single Calm Down (Remix) - Kanada - 2021: für die Single It Ain’t Me - Indien - 2019: für die Single Taki Taki - Brasilien - 2024: für die Single Ice Cream - 2024: für die Single Good for You - 2024: für die Single The Heart Wants What It Wants - 2024: für die Single Back to You - 2024: für die Single Lose You to Love Me - 2024: für die Single Hands to Myself - 2024: für die Single Kill Em with Kindness - 2024: für die Single Same Old Love - 2024: für die Single Fetish - Frankreich - 2017: für die Single It Ain’t Me - 2019: für die Single Taki Taki - 2020: für die Single We Don’t Talk Anymore - 2025: für die Single Wolves - Kanada - 2024: für die Single Calm Down (Remix) - Brasilien - 2024: für die Single Wolves - Brasilien - 2024: für die Single Taki Taki |

## Auszeichnungen nach Alben

### Kiss & Tell
| Land/Region                  | Auszeichnungen für Musikverkäufe (Land/Region, Auszeichnung, Verkäufe) | Verkäufe  |
| ---------------------------- | ---------------------------------------------------------------------- | --------- |
| Argentinien (CAPIF)          | Gold                                                                   | 20.000    |
| Kanada (MC)                  | Gold                                                                   | 40.000    |
| Österreich (IFPI)            | Gold                                                                   | 10.000    |
| Spanien (Promusicae)         | Gold                                                                   | 30.000    |
| Vereinigte Staaten (RIAA)    | Platin                                                                 | 1.000.000 |
| Vereinigtes Königreich (BPI) | Silber                                                                 | 60.000    |
| Insgesamt                    | 1× Silber · 4× Gold · 1× Platin ·                                      | 1.160.000 |

### A Year Without Rain
| Land/Region                  | Auszeichnungen für Musikverkäufe (Land/Region, Auszeichnung, Verkäufe) | Verkäufe  |
| ---------------------------- | ---------------------------------------------------------------------- | --------- |
| Brasilien (PMB)              | Gold                                                                   | 20.000    |
| Chile (IFPI)                 | Platin                                                                 | 15.000    |
| Kanada (MC)                  | Gold                                                                   | 40.000    |
| Polen (ZPAV)                 | Platin                                                                 | 20.000    |
| Portugal (AFP)               | Gold                                                                   | 10.000    |
| Spanien (Promusicae)         | Gold                                                                   | 30.000    |
| Vereinigte Staaten (RIAA)    | Gold                                                                   | 817.000   |
| Vereinigtes Königreich (BPI) | Silber                                                                 | 60.000    |
| Insgesamt                    | 1× Silber · 5× Gold · 2× Platin ·                                      | 1.012.000 |

### When the Sun Goes Down
| Land/Region                  | Auszeichnungen für Musikverkäufe (Land/Region, Auszeichnung, Verkäufe) | Verkäufe |
| ---------------------------- | ---------------------------------------------------------------------- | -------- |
| Brasilien (PMB)              | Gold                                                                   | 20.000   |
| Indonesien (ASIRI)           | Gold                                                                   | 10.000   |
| Kanada (MC)                  | Platin                                                                 | 80.000   |
| Mexiko (AMPROFON)            | Gold                                                                   | 30.000   |
| Neuseeland (RMNZ)            | Gold                                                                   | 7.500    |
| Polen (ZPAV)                 | Gold                                                                   | 10.000   |
| Portugal (AFP)               | Platin                                                                 | 15.000   |
| Singapur (RIAS)              | Gold                                                                   | 5.000    |
| Spanien (Promusicae)         | Gold                                                                   | 20.000   |
| Vereinigte Staaten (RIAA)    | Gold                                                                   | 710.000  |
| Vereinigtes Königreich (BPI) | Silber                                                                 | 60.000   |
| Insgesamt                    | 1× Silber · 8× Gold · 2× Platin ·                                      | 967.500  |

### Stars Dance
| Land/Region               | Auszeichnungen für Musikverkäufe (Land/Region, Auszeichnung, Verkäufe) | Verkäufe |
| ------------------------- | ---------------------------------------------------------------------- | -------- |
| Argentinien (CAPIF)       | Gold                                                                   | 15.000   |
| Brasilien (PMB)           | Gold                                                                   | 20.000   |
| Finnland (IFPI)           | Gold                                                                   | 10.000   |
| Kanada (MC)               | Gold                                                                   | 40.000   |
| Kolumbien (ASINCOL)       | Gold                                                                   | 5.000    |
| Mexiko (AMPROFON)         | Platin                                                                 | 60.000   |
| Portugal (AFP)            | Platin                                                                 | 15.000   |
| Vereinigte Staaten (RIAA) | Gold                                                                   | 500.000  |
| Insgesamt                 | 6× Gold · 2× Platin ·                                                  | 665.000  |

### For You
| Land/Region                  | Auszeichnungen für Musikverkäufe (Land/Region, Auszeichnung, Verkäufe) | Verkäufe  |
| ---------------------------- | ---------------------------------------------------------------------- | --------- |
| Brasilien (PMB)              | Gold                                                                   | 20.000    |
| Mexiko (AMPROFON)            | Gold                                                                   | 30.000    |
| Neuseeland (RMNZ)            | Gold                                                                   | 7.500     |
| Vereinigte Staaten (RIAA)    | Gold                                                                   | 2.900.000 |
| Vereinigtes Königreich (BPI) | Gold                                                                   | 100.000   |
| Insgesamt                    | 5× Gold ·                                                              | 3.057.500 |

### Revival
| Land/Region                  | Auszeichnungen für Musikverkäufe (Land/Region, Auszeichnung, Verkäufe) | Verkäufe  |
| ---------------------------- | ---------------------------------------------------------------------- | --------- |
| Australien (ARIA)            | Platin                                                                 | 70.000    |
| Brasilien (PMB)              | 3× Platin                                                              | 120.000   |
| Chile (IFPI)                 | Gold                                                                   | 5.000     |
| Dänemark (IFPI)              | 2× Platin                                                              | 40.000    |
| Finnland (IFPI)              | Platin                                                                 | 20.000    |
| Kanada (MC)                  | Gold                                                                   | 40.000    |
| Mexiko (AMPROFON)            | 5× Gold                                                                | 150.000   |
| Neuseeland (RMNZ)            | 2× Platin                                                              | 30.000    |
| Norwegen (IFPI)              | 3× Platin                                                              | 60.000    |
| Österreich (IFPI)            | Platin                                                                 | 15.000    |
| Polen (ZPAV)                 | Platin                                                                 | 20.000    |
| Schweden (IFPI)              | Platin                                                                 | 40.000    |
| Singapur (RIAS)              | Platin                                                                 | 10.000    |
| Thailand (TECA)              | Gold                                                                   | 5.000     |
| Vereinigte Staaten (RIAA)    | Platin                                                                 | 1.000.000 |
| Vereinigtes Königreich (BPI) | Gold                                                                   | 100.000   |
| Insgesamt                    | 5× Gold · 19× Platin ·                                                 | 1.725.000 |

### Rare
| Land/Region                  | Auszeichnungen für Musikverkäufe (Land/Region, Auszeichnung, Verkäufe) | Verkäufe  |
| ---------------------------- | ---------------------------------------------------------------------- | --------- |
| Brasilien (PMB)              | 3× Platin                                                              | 120.000   |
| Dänemark (IFPI)              | Platin                                                                 | 20.000    |
| Finnland (IFPI)              | Gold                                                                   | 10.000    |
| Frankreich (SNEP)            | Gold                                                                   | 50.000    |
| Neuseeland (RMNZ)            | Platin                                                                 | 15.000    |
| Norwegen (IFPI)              | Platin                                                                 | 20.000    |
| Österreich (IFPI)            | Gold                                                                   | 7.500     |
| Polen (ZPAV)                 | Platin                                                                 | 20.000    |
| Singapur (RIAS)              | Gold                                                                   | 5.000     |
| Vereinigte Staaten (RIAA)    | Platin                                                                 | 1.000.000 |
| Vereinigtes Königreich (BPI) | Gold                                                                   | 100.000   |
| Insgesamt                    | 5× Gold · 8× Platin ·                                                  | 1.367.500 |

## Auszeichnungen nach Singles

### Tell Me Something I Don’t Know
| Land/Region               | Auszeichnungen für Musikverkäufe (Land/Region, Auszeichnung, Verkäufe) | Verkäufe  |
| ------------------------- | ---------------------------------------------------------------------- | --------- |
| Vereinigte Staaten (RIAA) | —                                                                      | 1.100.000 |
| Insgesamt                 | —                                                                      | 1.100.000 |

### Magic
| Land/Region               | Auszeichnungen für Musikverkäufe (Land/Region, Auszeichnung, Verkäufe) | Verkäufe |
| ------------------------- | ---------------------------------------------------------------------- | -------- |
| Vereinigte Staaten (RIAA) | Gold                                                                   | 563.000  |
| Insgesamt                 | 1× Gold ·                                                              | 563.000  |

### Falling Down
| Land/Region               | Auszeichnungen für Musikverkäufe (Land/Region, Auszeichnung, Verkäufe) | Verkäufe |
| ------------------------- | ---------------------------------------------------------------------- | -------- |
| Vereinigte Staaten (RIAA) | Gold                                                                   | 579.000  |
| Insgesamt                 | 1× Gold ·                                                              | 579.000  |

### Naturally
| Land/Region                  | Auszeichnungen für Musikverkäufe (Land/Region, Auszeichnung, Verkäufe) | Verkäufe  |
| ---------------------------- | ---------------------------------------------------------------------- | --------- |
| Brasilien (PMB)              | Gold                                                                   | 30.000    |
| Kanada (MC)                  | Platin                                                                 | 40.000    |
| Vereinigte Staaten (RIAA)    | 4× Platin                                                              | 4.000.000 |
| Vereinigtes Königreich (BPI) | Silber                                                                 | 200.000   |
| Insgesamt                    | 1× Silber · 1× Gold · 5× Platin ·                                      | 4.270.000 |

### Round & Round
| Land/Region               | Auszeichnungen für Musikverkäufe (Land/Region, Auszeichnung, Verkäufe) | Verkäufe  |
| ------------------------- | ---------------------------------------------------------------------- | --------- |
| Kanada (MC)               | Gold                                                                   | 40.000    |
| Vereinigte Staaten (RIAA) | Platin                                                                 | 1.000.000 |
| Insgesamt                 | 1× Gold · 1× Platin ·                                                  | 1.040.000 |

### A Year Without Rain
| Land/Region               | Auszeichnungen für Musikverkäufe (Land/Region, Auszeichnung, Verkäufe) | Verkäufe  |
| ------------------------- | ---------------------------------------------------------------------- | --------- |
| Australien (ARIA)         | Gold                                                                   | 35.000    |
| Brasilien (PMB)           | Platin                                                                 | 60.000    |
| Neuseeland (RMNZ)         | Gold                                                                   | 7.500     |
| Vereinigte Staaten (RIAA) | 2× Platin                                                              | 2.000.000 |
| Insgesamt                 | 2× Gold · 3× Platin ·                                                  | 2.102.500 |

### Shake It Up
| Land/Region               | Auszeichnungen für Musikverkäufe (Land/Region, Auszeichnung, Verkäufe) | Verkäufe |
| ------------------------- | ---------------------------------------------------------------------- | -------- |
| Vereinigte Staaten (RIAA) | Gold                                                                   | 500.000  |
| Insgesamt                 | 1× Gold ·                                                              | 500.000  |

### Who Says
| Land/Region                  | Auszeichnungen für Musikverkäufe (Land/Region, Auszeichnung, Verkäufe) | Verkäufe  |
| ---------------------------- | ---------------------------------------------------------------------- | --------- |
| Australien (ARIA)            | Platin                                                                 | 70.000    |
| Brasilien (PMB)              | 2× Platin                                                              | 120.000   |
| Dänemark (IFPI)              | Gold                                                                   | 45.000    |
| Neuseeland (RMNZ)            | Platin                                                                 | 15.000    |
| Norwegen (IFPI)              | Gold                                                                   | 5.000     |
| Vereinigte Staaten (RIAA)    | 4× Platin                                                              | 4.000.000 |
| Vereinigtes Königreich (BPI) | Silber                                                                 | 200.000   |
| Insgesamt                    | 1× Silber · 2× Gold · 8× Platin ·                                      | 4.470.000 |

### Love You Like a Love Song
| Land/Region                  | Auszeichnungen für Musikverkäufe (Land/Region, Auszeichnung, Verkäufe) | Verkäufe  |
| ---------------------------- | ---------------------------------------------------------------------- | --------- |
| Australien (ARIA)            | Gold                                                                   | 35.000    |
| Brasilien (PMB)              | 3× Platin                                                              | 180.000   |
| Dänemark (IFPI)              | Gold                                                                   | 45.000    |
| Frankreich (SNEP)            | —                                                                      | 46.400    |
| Italien (FIMI)               | Gold                                                                   | 50.000    |
| Norwegen (IFPI)              | Platin                                                                 | 10.000    |
| Österreich (IFPI)            | Gold                                                                   | 15.000    |
| Russland (NFPF)              | Platin                                                                 | 200.000   |
| Schweden (IFPI)              | Gold                                                                   | 20.000    |
| Spanien (Promusicae)         | Platin                                                                 | 60.000    |
| Vereinigte Staaten (RIAA)    | 6× Platin                                                              | 6.000.000 |
| Vereinigtes Königreich (BPI) | Gold                                                                   | 400.000   |
| Insgesamt                    | 6× Gold · 12× Platin ·                                                 | 7.061.400 |

### Hit the Lights
| Land/Region               | Auszeichnungen für Musikverkäufe (Land/Region, Auszeichnung, Verkäufe) | Verkäufe  |
| ------------------------- | ---------------------------------------------------------------------- | --------- |
| Vereinigte Staaten (RIAA) | Platin                                                                 | 1.000.000 |
| Insgesamt                 | 1× Platin ·                                                            | 1.000.000 |

### Come & Get It
| Land/Region                  | Auszeichnungen für Musikverkäufe (Land/Region, Auszeichnung, Verkäufe) | Verkäufe  |
| ---------------------------- | ---------------------------------------------------------------------- | --------- |
| Australien (ARIA)            | 2× Platin                                                              | 140.000   |
| Brasilien (PMB)              | 3× Platin                                                              | 180.000   |
| Kanada (MC)                  | 2× Platin                                                              | 160.000   |
| Mexiko (AMPROFON)            | Gold                                                                   | 30.000    |
| Neuseeland (RMNZ)            | Platin                                                                 | 15.000    |
| Norwegen (IFPI)              | Gold                                                                   | 5.000     |
| Schweden (IFPI)              | Gold                                                                   | 30.000    |
| Vereinigte Staaten (RIAA)    | 5× Platin                                                              | 5.000.000 |
| Vereinigtes Königreich (BPI) | Gold                                                                   | 400.000   |
| Insgesamt                    | 4× Gold · 13× Platin ·                                                 | 5.950.000 |

### Slow Down
| Land/Region               | Auszeichnungen für Musikverkäufe (Land/Region, Auszeichnung, Verkäufe) | Verkäufe  |
| ------------------------- | ---------------------------------------------------------------------- | --------- |
| Australien (ARIA)         | Gold                                                                   | 35.000    |
| Brasilien (PMB)           | Gold                                                                   | 30.000    |
| Mexiko (AMPROFON)         | Gold                                                                   | 30.000    |
| Vereinigte Staaten (RIAA) | 2× Platin                                                              | 2.000.000 |
| Insgesamt                 | 3× Gold · 2× Platin ·                                                  | 2.095.000 |

### The Heart Wants What It Wants
| Land/Region                  | Auszeichnungen für Musikverkäufe (Land/Region, Auszeichnung, Verkäufe) | Verkäufe  |
| ---------------------------- | ---------------------------------------------------------------------- | --------- |
| Australien (ARIA)            | Platin                                                                 | 70.000    |
| Brasilien (PMB)              | Diamant                                                                | 250.000   |
| Dänemark (IFPI)              | Platin                                                                 | 90.000    |
| Italien (FIMI)               | Gold                                                                   | 25.000    |
| Kanada (MC)                  | Platin                                                                 | 80.000    |
| Neuseeland (RMNZ)            | Platin                                                                 | 30.000    |
| Norwegen (IFPI)              | 4× Platin                                                              | 240.000   |
| Schweden (IFPI)              | Gold                                                                   | 20.000    |
| Vereinigte Staaten (RIAA)    | 4× Platin                                                              | 4.000.000 |
| Vereinigtes Königreich (BPI) | Silber                                                                 | 200.000   |
| Insgesamt                    | 1× Silber · 2× Gold · 12× Platin · 1× Diamant ·                        | 5.005.000 |

### I Want You to Know
| Land/Region                  | Auszeichnungen für Musikverkäufe (Land/Region, Auszeichnung, Verkäufe) | Verkäufe  |
| ---------------------------- | ---------------------------------------------------------------------- | --------- |
| Australien (ARIA)            | 2× Platin                                                              | 140.000   |
| Brasilien (PMB)              | Platin                                                                 | 60.000    |
| Dänemark (IFPI)              | Gold                                                                   | 30.000    |
| Deutschland (BVMI)           | Gold                                                                   | 200.000   |
| Italien (FIMI)               | Gold                                                                   | 25.000    |
| Schweden (IFPI)              | Platin                                                                 | 40.000    |
| Vereinigte Staaten (RIAA)    | 2× Platin                                                              | 2.000.000 |
| Vereinigtes Königreich (BPI) | Silber                                                                 | 200.000   |
| Insgesamt                    | 1× Silber · 3× Gold · 6× Platin ·                                      | 2.695.000 |

### Good for You
| Land/Region                  | Auszeichnungen für Musikverkäufe (Land/Region, Auszeichnung, Verkäufe) | Verkäufe  |
| ---------------------------- | ---------------------------------------------------------------------- | --------- |
| Australien (ARIA)            | 5× Platin                                                              | 350.000   |
| Brasilien (PMB)              | Diamant                                                                | 250.000   |
| Dänemark (IFPI)              | 2× Platin                                                              | 180.000   |
| Deutschland (BVMI)           | Gold                                                                   | 200.000   |
| Ecuador (SOPROFON)           | Platin                                                                 | 6.000     |
| Italien (FIMI)               | Platin                                                                 | 50.000    |
| Kanada (MC)                  | 2× Platin                                                              | 160.000   |
| Mexiko (AMPROFON)            | Gold                                                                   | 30.000    |
| Neuseeland (RMNZ)            | Platin                                                                 | 15.000    |
| Norwegen (IFPI)              | 3× Platin                                                              | 180.000   |
| Österreich (IFPI)            | Gold                                                                   | 15.000    |
| Polen (ZPAV)                 | 2× Platin                                                              | 100.000   |
| Portugal (AFP)               | Gold                                                                   | 5.000     |
| Schweden (IFPI)              | 2× Platin                                                              | 80.000    |
| Spanien (Promusicae)         | Gold                                                                   | 20.000    |
| Vereinigte Staaten (RIAA)    | 3× Platin                                                              | 3.000.000 |
| Vereinigtes Königreich (BPI) | Platin                                                                 | 600.000   |
| Insgesamt                    | 5× Gold · 23× Platin · 1× Diamant ·                                    | 5.241.000 |

### Same Old Love
| Land/Region                  | Auszeichnungen für Musikverkäufe (Land/Region, Auszeichnung, Verkäufe) | Verkäufe  |
| ---------------------------- | ---------------------------------------------------------------------- | --------- |
| Australien (ARIA)            | 2× Platin                                                              | 140.000   |
| Brasilien (PMB)              | Diamant                                                                | 250.000   |
| Dänemark (IFPI)              | Platin                                                                 | 60.000    |
| Deutschland (BVMI)           | Gold                                                                   | 200.000   |
| Italien (FIMI)               | Platin                                                                 | 50.000    |
| Kanada (MC)                  | 2× Platin                                                              | 160.000   |
| Neuseeland (RMNZ)            | Platin                                                                 | 30.000    |
| Norwegen (IFPI)              | 2× Platin                                                              | 120.000   |
| Österreich (IFPI)            | Gold                                                                   | 15.000    |
| Polen (ZPAV)                 | 2× Platin                                                              | 40.000    |
| Portugal (AFP)               | Gold                                                                   | 5.000     |
| Schweden (IFPI)              | Platin                                                                 | 40.000    |
| Spanien (Promusicae)         | Gold                                                                   | 30.000    |
| Vereinigte Staaten (RIAA)    | 3× Platin                                                              | 3.000.000 |
| Vereinigtes Königreich (BPI) | Gold                                                                   | 400.000   |
| Insgesamt                    | 5× Gold · 15× Platin · 1× Diamant ·                                    | 4.580.000 |

### Me & the Rhythm
| Land/Region     | Auszeichnungen für Musikverkäufe (Land/Region, Auszeichnung, Verkäufe) | Verkäufe |
| --------------- | ---------------------------------------------------------------------- | -------- |
| Brasilien (PMB) | Gold                                                                   | 30.000   |
| Insgesamt       | 1× Gold ·                                                              | 30.000   |

### Hands to Myself
| Land/Region                  | Auszeichnungen für Musikverkäufe (Land/Region, Auszeichnung, Verkäufe) | Verkäufe  |
| ---------------------------- | ---------------------------------------------------------------------- | --------- |
| Australien (ARIA)            | 4× Platin                                                              | 280.000   |
| Brasilien (PMB)              | Diamant                                                                | 250.000   |
| Dänemark (IFPI)              | Platin                                                                 | 90.000    |
| Deutschland (BVMI)           | Gold                                                                   | 200.000   |
| Italien (FIMI)               | Platin                                                                 | 50.000    |
| Kanada (MC)                  | Platin                                                                 | 80.000    |
| Neuseeland (RMNZ)            | 2× Platin                                                              | 30.000    |
| Norwegen (IFPI)              | 2× Platin                                                              | 120.000   |
| Österreich (IFPI)            | Gold                                                                   | 15.000    |
| Polen (ZPAV)                 | 2× Platin                                                              | 40.000    |
| Portugal (AFP)               | Platin                                                                 | 10.000    |
| Schweden (IFPI)              | 2× Platin                                                              | 80.000    |
| Spanien (Promusicae)         | Gold                                                                   | 30.000    |
| Vereinigte Staaten (RIAA)    | 2× Platin                                                              | 2.000.000 |
| Vereinigtes Königreich (BPI) | Platin                                                                 | 746.000   |
| Insgesamt                    | 3× Gold · 19× Platin · 1× Diamant ·                                    | 4.021.000 |

### We Don’t Talk Anymore
| Land/Region                  | Auszeichnungen für Musikverkäufe (Land/Region, Auszeichnung, Verkäufe) | Verkäufe  |
| ---------------------------- | ---------------------------------------------------------------------- | --------- |
| Australien (ARIA)            | 5× Platin                                                              | 350.000   |
| Belgien (BRMA)               | Platin                                                                 | 30.000    |
| Dänemark (IFPI)              | 2× Platin                                                              | 180.000   |
| Deutschland (BVMI)           | Gold                                                                   | 200.000   |
| Frankreich (SNEP)            | Diamant                                                                | 333.333   |
| Italien (FIMI)               | 5× Platin                                                              | 250.000   |
| Kanada (MC)                  | 4× Platin                                                              | 320.000   |
| Neuseeland (RMNZ)            | 4× Platin                                                              | 120.000   |
| Norwegen (IFPI)              | 2× Platin                                                              | 120.000   |
| Polen (ZPAV)                 | 3× Platin                                                              | 150.000   |
| Portugal (AFP)               | 2× Platin                                                              | 20.000    |
| Schweiz (IFPI)               | Gold                                                                   | 15.000    |
| Spanien (Promusicae)         | 3× Platin                                                              | 180.000   |
| Vereinigte Staaten (RIAA)    | 5× Platin                                                              | 5.000.000 |
| Vereinigtes Königreich (BPI) | 2× Platin                                                              | 1.200.000 |
| Insgesamt                    | 2× Gold · 38× Platin · 1× Diamant ·                                    | 8.468.333 |

### Kill Em with Kindness
| Land/Region                  | Auszeichnungen für Musikverkäufe (Land/Region, Auszeichnung, Verkäufe) | Verkäufe  |
| ---------------------------- | ---------------------------------------------------------------------- | --------- |
| Australien (ARIA)            | 2× Platin                                                              | 140.000   |
| Brasilien (PMB)              | Diamant                                                                | 250.000   |
| Dänemark (IFPI)              | Gold                                                                   | 30.000    |
| Deutschland (BVMI)           | Gold                                                                   | 200.000   |
| Italien (FIMI)               | 2× Platin                                                              | 100.000   |
| Neuseeland (RMNZ)            | Platin                                                                 | 30.000    |
| Norwegen (IFPI)              | Platin                                                                 | 60.000    |
| Österreich (IFPI)            | Gold                                                                   | 15.000    |
| Polen (ZPAV)                 | Platin                                                                 | 50.000    |
| Portugal (AFP)               | Gold                                                                   | 5.000     |
| Schweden (IFPI)              | Platin                                                                 | 40.000    |
| Spanien (Promusicae)         | Gold                                                                   | 30.000    |
| Vereinigte Staaten (RIAA)    | Platin                                                                 | 1.000.000 |
| Vereinigtes Königreich (BPI) | Gold                                                                   | 400.000   |
| Insgesamt                    | 6× Gold · 9× Platin · 1× Diamant ·                                     | 2.350.000 |

### Trust Nobody
| Land/Region               | Auszeichnungen für Musikverkäufe (Land/Region, Auszeichnung, Verkäufe) | Verkäufe |
| ------------------------- | ---------------------------------------------------------------------- | -------- |
| Neuseeland (RMNZ)         | Gold                                                                   | 15.000   |
| Vereinigte Staaten (RIAA) | Gold                                                                   | 500.000  |
| Insgesamt                 | 2× Gold ·                                                              | 515.000  |

### It Ain’t Me
| Land/Region                  | Auszeichnungen für Musikverkäufe (Land/Region, Auszeichnung, Verkäufe) | Verkäufe  |
| ---------------------------- | ---------------------------------------------------------------------- | --------- |
| Australien (ARIA)            | 5× Platin                                                              | 350.000   |
| Belgien (BRMA)               | 2× Platin                                                              | 60.000    |
| Dänemark (IFPI)              | 2× Platin                                                              | 180.000   |
| Deutschland (BVMI)           | 2× Platin                                                              | 800.000   |
| Frankreich (SNEP)            | Diamant                                                                | 233.333   |
| Italien (FIMI)               | 3× Platin                                                              | 150.000   |
| Kanada (MC)                  | 9× Platin                                                              | 720.000   |
| Mexiko (AMPROFON)            | 3× Platin                                                              | 180.000   |
| Neuseeland (RMNZ)            | 4× Platin                                                              | 120.000   |
| Norwegen (IFPI)              | 7× Platin                                                              | 420.000   |
| Österreich (IFPI)            | Platin                                                                 | 30.000    |
| Polen (ZPAV)                 | 3× Platin                                                              | 60.000    |
| Portugal (AFP)               | Platin                                                                 | 10.000    |
| Schweden (IFPI)              | 7× Platin                                                              | 560.000   |
| Schweiz (IFPI)               | 3× Platin                                                              | 60.000    |
| Spanien (Promusicae)         | 2× Platin                                                              | 80.000    |
| Vereinigte Staaten (RIAA)    | 3× Platin                                                              | 3.000.000 |
| Vereinigtes Königreich (BPI) | 2× Platin                                                              | 1.400.000 |
| Insgesamt                    | 59× Platin · 1× Diamant ·                                              | 8.413.333 |

### Bad Liar
| Land/Region                  | Auszeichnungen für Musikverkäufe (Land/Region, Auszeichnung, Verkäufe) | Verkäufe  |
| ---------------------------- | ---------------------------------------------------------------------- | --------- |
| Australien (ARIA)            | 3× Platin                                                              | 210.000   |
| Brasilien (PMB)              | 3× Platin                                                              | 120.000   |
| Dänemark (IFPI)              | Gold                                                                   | 45.000    |
| Frankreich (SNEP)            | Gold                                                                   | 100.000   |
| Italien (FIMI)               | Gold                                                                   | 25.000    |
| Kanada (MC)                  | 3× Platin                                                              | 240.000   |
| Neuseeland (RMNZ)            | Platin                                                                 | 30.000    |
| Norwegen (IFPI)              | Platin                                                                 | 60.000    |
| Schweden (IFPI)              | Gold                                                                   | 40.000    |
| Vereinigte Staaten (RIAA)    | Platin                                                                 | 1.000.000 |
| Vereinigtes Königreich (BPI) | Gold                                                                   | 400.000   |
| Insgesamt                    | 5× Gold · 12× Platin ·                                                 | 2.270.000 |

### Fetish
| Land/Region                  | Auszeichnungen für Musikverkäufe (Land/Region, Auszeichnung, Verkäufe) | Verkäufe  |
| ---------------------------- | ---------------------------------------------------------------------- | --------- |
| Australien (ARIA)            | 2× Platin                                                              | 140.000   |
| Brasilien (PMB)              | Diamant                                                                | 160.000   |
| Dänemark (IFPI)              | Gold                                                                   | 45.000    |
| Frankreich (SNEP)            | Gold                                                                   | 75.000    |
| Italien (FIMI)               | Gold                                                                   | 25.000    |
| Kanada (MC)                  | 2× Platin                                                              | 160.000   |
| Neuseeland (RMNZ)            | Platin                                                                 | 30.000    |
| Norwegen (IFPI)              | Platin                                                                 | 60.000    |
| Polen (ZPAV)                 | Gold                                                                   | 25.000    |
| Portugal (AFP)               | Gold                                                                   | 5.000     |
| Schweden (IFPI)              | Gold                                                                   | 40.000    |
| Vereinigte Staaten (RIAA)    | Platin                                                                 | 1.000.000 |
| Vereinigtes Königreich (BPI) | Silber                                                                 | 200.000   |
| Insgesamt                    | 1× Silber · 6× Gold · 7× Platin · 1× Diamant ·                         | 1.965.000 |

### Wolves
| Land/Region                  | Auszeichnungen für Musikverkäufe (Land/Region, Auszeichnung, Verkäufe) | Verkäufe  |
| ---------------------------- | ---------------------------------------------------------------------- | --------- |
| Australien (ARIA)            | 7× Platin                                                              | 490.000   |
| Belgien (BRMA)               | Platin                                                                 | 30.000    |
| Brasilien (PMB)              | 2× Diamant                                                             | 320.000   |
| Dänemark (IFPI)              | Platin                                                                 | 90.000    |
| Deutschland (BVMI)           | Platin                                                                 | 400.000   |
| Finnland (IFPI)              | 2× Platin                                                              | 80.000    |
| Frankreich (SNEP)            | Diamant                                                                | 333.333   |
| Italien (FIMI)               | Platin                                                                 | 50.000    |
| Kanada (MC)                  | 6× Platin                                                              | 480.000   |
| Mexiko (AMPROFON)            | 3× Platin                                                              | 180.000   |
| Neuseeland (RMNZ)            | 3× Platin                                                              | 90.000    |
| Norwegen (IFPI)              | 3× Platin                                                              | 180.000   |
| Österreich (IFPI)            | Platin                                                                 | 30.000    |
| Polen (ZPAV)                 | 3× Platin                                                              | 150.000   |
| Portugal (AFP)               | 2× Platin                                                              | 20.000    |
| Schweden (IFPI)              | 2× Platin                                                              | 160.000   |
| Spanien (Promusicae)         | 2× Platin                                                              | 120.000   |
| Vereinigte Staaten (RIAA)    | 4× Platin                                                              | 4.000.000 |
| Vereinigtes Königreich (BPI) | Platin                                                                 | 1.000.000 |
| Insgesamt                    | 43× Platin · 3× Diamant ·                                              | 8.203.333 |

### Back to You
| Land/Region                  | Auszeichnungen für Musikverkäufe (Land/Region, Auszeichnung, Verkäufe) | Verkäufe  |
| ---------------------------- | ---------------------------------------------------------------------- | --------- |
| Australien (ARIA)            | 5× Platin                                                              | 350.000   |
| Belgien (BRMA)               | Gold                                                                   | 20.000    |
| Brasilien (PMB)              | Diamant                                                                | 160.000   |
| Dänemark (IFPI)              | Platin                                                                 | 90.000    |
| Deutschland (BVMI)           | Gold                                                                   | 200.000   |
| Finnland (IFPI)              | 2× Platin                                                              | 80.000    |
| Italien (FIMI)               | Gold                                                                   | 25.000    |
| Mexiko (AMPROFON)            | Platin                                                                 | 60.000    |
| Neuseeland (RMNZ)            | 2× Platin                                                              | 60.000    |
| Norwegen (IFPI)              | 3× Platin                                                              | 180.000   |
| Österreich (IFPI)            | Platin                                                                 | 30.000    |
| Polen (ZPAV)                 | 3× Platin                                                              | 60.000    |
| Portugal (AFP)               | Gold                                                                   | 5.000     |
| Schweden (IFPI)              | Platin                                                                 | 80.000    |
| Spanien (Promusicae)         | Platin                                                                 | 60.000    |
| Vereinigte Staaten (RIAA)    | 2× Platin                                                              | 2.000.000 |
| Vereinigtes Königreich (BPI) | Platin                                                                 | 806.000   |
| Insgesamt                    | 4× Gold · 23× Platin · 1× Diamant ·                                    | 4.266.000 |

### Taki Taki
| Land/Region                  | Auszeichnungen für Musikverkäufe (Land/Region, Auszeichnung, Verkäufe) | Verkäufe  |
| ---------------------------- | ---------------------------------------------------------------------- | --------- |
| Australien (ARIA)            | 2× Platin                                                              | 140.000   |
| Belgien (BRMA)               | Platin                                                                 | 40.000    |
| Brasilien (PMB)              | 4× Diamant                                                             | 640.000   |
| Dänemark (IFPI)              | Platin                                                                 | 90.000    |
| Deutschland (BVMI)           | Platin                                                                 | 400.000   |
| Frankreich (SNEP)            | Diamant                                                                | 333.333   |
| Indien (IMI)                 | 13× Platin                                                             | 1.560.000 |
| Italien (FIMI)               | 2× Platin                                                              | 100.000   |
| Kanada (MC)                  | 6× Platin                                                              | 480.000   |
| Mexiko (AMPROFON)            | 7× Gold                                                                | 210.000   |
| Neuseeland (RMNZ)            | 2× Platin                                                              | 60.000    |
| Norwegen (IFPI)              | 2× Platin                                                              | 120.000   |
| Portugal (AFP)               | 3× Platin                                                              | 30.000    |
| Österreich (IFPI)            | Platin                                                                 | 30.000    |
| Polen (ZPAV)                 | 3× Platin                                                              | 150.000   |
| Spanien (Promusicae)         | 4× Platin                                                              | 240.000   |
| Vereinigte Staaten (RIAA)    | 4× Platin                                                              | 4.000.000 |
| Vereinigtes Königreich (BPI) | Platin                                                                 | 600.000   |
| Insgesamt                    | 1× Gold · 49× Platin · 5× Diamant ·                                    | 9.223.333 |

### I Can’t Get Enough
| Land/Region               | Auszeichnungen für Musikverkäufe (Land/Region, Auszeichnung, Verkäufe) | Verkäufe |
| ------------------------- | ---------------------------------------------------------------------- | -------- |
| Brasilien (PMB)           | 2× Platin                                                              | 80.000   |
| Frankreich (SNEP)         | Gold                                                                   | 100.000  |
| Kanada (MC)               | 2× Platin                                                              | 160.000  |
| Polen (ZPAV)              | Gold                                                                   | 25.000   |
| Spanien (Promusicae)      | Gold                                                                   | 30.000   |
| Vereinigte Staaten (RIAA) | Gold                                                                   | 500.000  |
| Insgesamt                 | 4× Gold · 4× Platin ·                                                  | 895.000  |

### Lose You to Love Me
| Land/Region                  | Auszeichnungen für Musikverkäufe (Land/Region, Auszeichnung, Verkäufe) | Verkäufe  |
| ---------------------------- | ---------------------------------------------------------------------- | --------- |
| Australien (ARIA)            | 5× Platin                                                              | 350.000   |
| Belgien (BRMA)               | Gold                                                                   | 20.000    |
| Brasilien (PMB)              | Diamant                                                                | 160.000   |
| Dänemark (IFPI)              | Platin                                                                 | 90.000    |
| Deutschland (BVMI)           | Gold                                                                   | 200.000   |
| Finnland (IFPI)              | Gold                                                                   | 20.000    |
| Frankreich (SNEP)            | Gold                                                                   | 100.000   |
| Italien (FIMI)               | Gold                                                                   | 35.000    |
| Kanada (MC)                  | 5× Platin                                                              | 400.000   |
| Neuseeland (RMNZ)            | 3× Platin                                                              | 90.000    |
| Norwegen (IFPI)              | 2× Platin                                                              | 120.000   |
| Österreich (IFPI)            | Platin                                                                 | 30.000    |
| Polen (ZPAV)                 | 2× Platin                                                              | 100.000   |
| Portugal (AFP)               | Platin                                                                 | 10.000    |
| Schweden (IFPI)              | Platin                                                                 | 80.000    |
| Spanien (Promusicae)         | Platin                                                                 | 60.000    |
| Vereinigte Staaten (RIAA)    | 3× Platin                                                              | 3.000.000 |
| Vereinigtes Königreich (BPI) | 2× Platin                                                              | 1.200.000 |
| Insgesamt                    | 5× Gold · 27× Platin · 1× Diamant ·                                    | 6.065.000 |

### Look at Her Now
| Land/Region                  | Auszeichnungen für Musikverkäufe (Land/Region, Auszeichnung, Verkäufe) | Verkäufe |
| ---------------------------- | ---------------------------------------------------------------------- | -------- |
| Australien (ARIA)            | Platin                                                                 | 70.000   |
| Brasilien (PMB)              | 3× Platin                                                              | 120.000  |
| Norwegen (IFPI)              | Gold                                                                   | 30.000   |
| Polen (ZPAV)                 | Gold                                                                   | 10.000   |
| Portugal (AFP)               | Gold                                                                   | 5.000    |
| Vereinigtes Königreich (BPI) | Silber                                                                 | 200.000  |
| Insgesamt                    | 1× Silber · 3× Gold · 4× Platin ·                                      | 435.000  |

### Rare
| Land/Region                  | Auszeichnungen für Musikverkäufe (Land/Region, Auszeichnung, Verkäufe) | Verkäufe  |
| ---------------------------- | ---------------------------------------------------------------------- | --------- |
| Australien (ARIA)            | Platin                                                                 | 70.000    |
| Brasilien (PMB)              | 3× Platin                                                              | 120.000   |
| Kanada (MC)                  | Platin                                                                 | 80.000    |
| Norwegen (IFPI)              | Gold                                                                   | 30.000    |
| Polen (ZPAV)                 | Gold                                                                   | 10.000    |
| Vereinigte Staaten (RIAA)    | Platin                                                                 | 1.000.000 |
| Vereinigtes Königreich (BPI) | Silber                                                                 | 200.000   |
| Insgesamt                    | 1× Silber · 2× Gold · 6× Platin ·                                      | 1.510.000 |

### Feel Me
| Land/Region       | Auszeichnungen für Musikverkäufe (Land/Region, Auszeichnung, Verkäufe) | Verkäufe |
| ----------------- | ---------------------------------------------------------------------- | -------- |
| Australien (ARIA) | Gold                                                                   | 35.000   |
| Brasilien (PMB)   | Platin                                                                 | 40.000   |
| Norwegen (IFPI)   | Gold                                                                   | 30.000   |
| Polen (ZPAV)      | Gold                                                                   | 10.000   |
| Insgesamt         | 3× Gold · 1× Platin ·                                                  | 115.000  |

### Boyfriend
| Land/Region     | Auszeichnungen für Musikverkäufe (Land/Region, Auszeichnung, Verkäufe) | Verkäufe |
| --------------- | ---------------------------------------------------------------------- | -------- |
| Brasilien (PMB) | Platin                                                                 | 40.000   |
| Insgesamt       | 1× Platin ·                                                            | 40.000   |

### Past Life (Remix)
| Land/Region               | Auszeichnungen für Musikverkäufe (Land/Region, Auszeichnung, Verkäufe) | Verkäufe |
| ------------------------- | ---------------------------------------------------------------------- | -------- |
| Brasilien (PMB)           | Gold                                                                   | 20.000   |
| Kanada (MC)               | Platin                                                                 | 80.000   |
| Vereinigte Staaten (RIAA) | Gold                                                                   | 500.000  |
| Insgesamt                 | 2× Gold · 1× Platin ·                                                  | 600.000  |

### Ice Cream
| Land/Region       | Auszeichnungen für Musikverkäufe (Land/Region, Auszeichnung, Verkäufe) | Verkäufe |
| ----------------- | ---------------------------------------------------------------------- | -------- |
| Australien (ARIA) | Platin                                                                 | 70.000   |
| Brasilien (PMB)   | Diamant                                                                | 160.000  |
| Kanada (MC)       | Platin                                                                 | 80.000   |
| Norwegen (IFPI)   | Gold                                                                   | 30.000   |
| Insgesamt         | 1× Gold · 2× Platin · 1× Diamant ·                                     | 340.000  |

### De una vez
| Land/Region     | Auszeichnungen für Musikverkäufe (Land/Region, Auszeichnung, Verkäufe) | Verkäufe |
| --------------- | ---------------------------------------------------------------------- | -------- |
| Brasilien (PMB) | Platin                                                                 | 40.000   |
| Insgesamt       | 1× Platin ·                                                            | 40.000   |

### Baila conmigo
| Land/Region          | Auszeichnungen für Musikverkäufe (Land/Region, Auszeichnung, Verkäufe) | Verkäufe |
| -------------------- | ---------------------------------------------------------------------- | -------- |
| Brasilien (PMB)      | 2× Platin                                                              | 80.000   |
| Polen (ZPAV)         | Gold                                                                   | 25.000   |
| Spanien (Promusicae) | 2× Platin                                                              | 80.000   |
| Insgesamt            | 1× Gold · 4× Platin ·                                                  | 185.000  |

### Selfish Love
| Land/Region       | Auszeichnungen für Musikverkäufe (Land/Region, Auszeichnung, Verkäufe) | Verkäufe |
| ----------------- | ---------------------------------------------------------------------- | -------- |
| Brasilien (PMB)   | Gold                                                                   | 30.000   |
| Frankreich (SNEP) | Platin                                                                 | 200.000  |
| Insgesamt         | 1× Gold · 1× Platin ·                                                  | 220.000  |

### Let Somebody Go
| Land/Region                  | Auszeichnungen für Musikverkäufe (Land/Region, Auszeichnung, Verkäufe) | Verkäufe |
| ---------------------------- | ---------------------------------------------------------------------- | -------- |
| Brasilien (PMB)              | Platin                                                                 | 40.000   |
| Frankreich (SNEP)            | Gold                                                                   | 100.000  |
| Italien (FIMI)               | Gold                                                                   | 50.000   |
| Portugal (AFP)               | Gold                                                                   | 5.000    |
| Spanien (Promusicae)         | Gold                                                                   | 30.000   |
| Vereinigtes Königreich (BPI) | Silber                                                                 | 200.000  |
| Insgesamt                    | 1× Silber · 4× Gold · 1× Platin ·                                      | 425.000  |

### Calm Down (Remix)
| Land/Region         | Auszeichnungen für Musikverkäufe (Land/Region, Auszeichnung, Verkäufe) | Verkäufe  |
| ------------------- | ---------------------------------------------------------------------- | --------- |
| Australien (ARIA)   | 8× Platin                                                              | 560.000   |
| Chile (IFPI)        | Gold                                                                   | 90.000    |
| Griechenland (IFPI) | Platin                                                                 | 20.000    |
| Kanada (MC)         | Diamant                                                                | 800.000   |
| Neuseeland (RMNZ)   | 4× Platin                                                              | 120.000   |
| Norwegen (IFPI)     | Platin                                                                 | 60.000    |
| Insgesamt           | 1× Gold · 14× Platin · 1× Diamant ·                                    | 1.650.000 |

### Single Soon
| Land/Region       | Auszeichnungen für Musikverkäufe (Land/Region, Auszeichnung, Verkäufe) | Verkäufe |
| ----------------- | ---------------------------------------------------------------------- | -------- |
| Australien (ARIA) | Platin                                                                 | 70.000   |
| Brasilien (PMB)   | Platin                                                                 | 40.000   |
| Italien (FIMI)    | Gold                                                                   | 50.000   |
| Kanada (MC)       | Gold                                                                   | 40.000   |
| Polen (ZPAV)      | Gold                                                                   | 25.000   |
| Insgesamt         | 3× Gold · 2× Platin ·                                                  | 225.000  |

## Auszeichnungen nach Liedern

### One and the Same
| Land/Region               | Auszeichnungen für Musikverkäufe (Land/Region, Auszeichnung, Verkäufe) | Verkäufe |
| ------------------------- | ---------------------------------------------------------------------- | -------- |
| Vereinigte Staaten (RIAA) | —                                                                      | 329.000  |
| Insgesamt                 | —                                                                      | 329.000  |

### Only You
| Land/Region     | Auszeichnungen für Musikverkäufe (Land/Region, Auszeichnung, Verkäufe) | Verkäufe |
| --------------- | ---------------------------------------------------------------------- | -------- |
| Brasilien (PMB) | Gold                                                                   | 20.000   |
| Insgesamt       | 1× Gold ·                                                              | 20.000   |

### Anxiety
| Land/Region     | Auszeichnungen für Musikverkäufe (Land/Region, Auszeichnung, Verkäufe) | Verkäufe |
| --------------- | ---------------------------------------------------------------------- | -------- |
| Brasilien (PMB) | Gold                                                                   | 20.000   |
| Kanada (MC)     | Gold                                                                   | 40.000   |
| Insgesamt       | 2× Gold ·                                                              | 60.000   |

### Crowded Room
| Land/Region     | Auszeichnungen für Musikverkäufe (Land/Region, Auszeichnung, Verkäufe) | Verkäufe |
| --------------- | ---------------------------------------------------------------------- | -------- |
| Brasilien (PMB) | Gold                                                                   | 20.000   |
| Insgesamt       | 1× Gold ·                                                              | 20.000   |

### Dance Again
| Land/Region     | Auszeichnungen für Musikverkäufe (Land/Region, Auszeichnung, Verkäufe) | Verkäufe |
| --------------- | ---------------------------------------------------------------------- | -------- |
| Brasilien (PMB) | Gold                                                                   | 20.000   |
| Insgesamt       | 1× Gold ·                                                              | 20.000   |

### People You Know
| Land/Region       | Auszeichnungen für Musikverkäufe (Land/Region, Auszeichnung, Verkäufe) | Verkäufe |
| ----------------- | ---------------------------------------------------------------------- | -------- |
| Australien (ARIA) | Gold                                                                   | 35.000   |
| Brasilien (PMB)   | Platin                                                                 | 40.000   |
| Polen (ZPAV)      | Gold                                                                   | 25.000   |
| Insgesamt         | 2× Gold · 1× Platin ·                                                  | 100.000  |

### Ring
| Land/Region     | Auszeichnungen für Musikverkäufe (Land/Region, Auszeichnung, Verkäufe) | Verkäufe |
| --------------- | ---------------------------------------------------------------------- | -------- |
| Brasilien (PMB) | Gold                                                                   | 20.000   |
| Insgesamt       | 1× Gold ·                                                              | 20.000   |

### Souvenir
| Land/Region     | Auszeichnungen für Musikverkäufe (Land/Region, Auszeichnung, Verkäufe) | Verkäufe |
| --------------- | ---------------------------------------------------------------------- | -------- |
| Brasilien (PMB) | Platin                                                                 | 40.000   |
| Insgesamt       | 1× Platin ·                                                            | 40.000   |

### Vulnerable
| Land/Region     | Auszeichnungen für Musikverkäufe (Land/Region, Auszeichnung, Verkäufe) | Verkäufe |
| --------------- | ---------------------------------------------------------------------- | -------- |
| Brasilien (PMB) | Gold                                                                   | 20.000   |
| Insgesamt       | 1× Gold ·                                                              | 20.000   |

### Let Me Get You
| Land/Region     | Auszeichnungen für Musikverkäufe (Land/Region, Auszeichnung, Verkäufe) | Verkäufe |
| --------------- | ---------------------------------------------------------------------- | -------- |
| Brasilien (PMB) | Gold                                                                   | 20.000   |
| Insgesamt       | 1× Gold ·                                                              | 20.000   |

## Auszeichnungen nach Musikstreamings

### Who Says
| Land/Region     | Auszeichnungen für Musikverkäufe (Land/Region, Auszeichnung, Verkäufe) | Verkäufe  |
| --------------- | ---------------------------------------------------------------------- | --------- |
| Norwegen (IFPI) | Gold                                                                   | 1.500.000 |
| Insgesamt       | 1× Gold ·                                                              | 1.500.000 |

### Love You Like a Love Song
| Land/Region     | Auszeichnungen für Musikverkäufe (Land/Region, Auszeichnung, Verkäufe) | Verkäufe  |
| --------------- | ---------------------------------------------------------------------- | --------- |
| Norwegen (IFPI) | Platin                                                                 | 3.000.000 |
| Insgesamt       | 1× Platin ·                                                            | 3.000.000 |

### Come & Get It
| Land/Region     | Auszeichnungen für Musikverkäufe (Land/Region, Auszeichnung, Verkäufe) | Verkäufe  |
| --------------- | ---------------------------------------------------------------------- | --------- |
| Dänemark (IFPI) | Gold                                                                   | 900.000   |
| Norwegen (IFPI) | Platin                                                                 | 3.000.000 |
| Insgesamt       | 1× Gold · 1× Platin ·                                                  | 3.900.000 |

### We Don’t Talk Anymore
| Land/Region  | Auszeichnungen für Musikverkäufe (Land/Region, Auszeichnung, Verkäufe) | Verkäufe   |
| ------------ | ---------------------------------------------------------------------- | ---------- |
| Japan (RIAJ) | Gold                                                                   | 50.000.000 |
| Insgesamt    | 1× Gold ·                                                              | 50.000.000 |

### Wolves
| Land/Region  | Auszeichnungen für Musikverkäufe (Land/Region, Auszeichnung, Verkäufe) | Verkäufe   |
| ------------ | ---------------------------------------------------------------------- | ---------- |
| Japan (RIAJ) | Gold                                                                   | 50.000.000 |
| Insgesamt    | 1× Gold ·                                                              | 50.000.000 |

### Ice Cream
| Land/Region  | Auszeichnungen für Musikverkäufe (Land/Region, Auszeichnung, Verkäufe) | Verkäufe   |
| ------------ | ---------------------------------------------------------------------- | ---------- |
| Japan (RIAJ) | Gold                                                                   | 50.000.000 |
| Insgesamt    | 1× Gold ·                                                              | 50.000.000 |

## Statistik und Quellen
| Land/RegionAuszeichnungen für Musikverkäufe (Land/Region, Auszeichnungen, Verkäufe, Quellen) | Silber       | Gold         | Platin         | Diamant       | Verkäufe   | Quellen                     |
| -------------------------------------------------------------------------------------------- | ------------ | ------------ | -------------- | ------------- | ---------- | --------------------------- |
| Argentinien (CAPIF)                                                                          | —            | 2× Gold2     | —              | —             | 35.000     | Einzelnachweise             |
| Australien (ARIA)                                                                            | —            | 5× Gold5     | 66× Platin66   | —             | 4.795.000  | aria.com.au                 |
| Belgien (BRMA)                                                                               | —            | 2× Gold2     | 5× Platin5     | —             | 200.000    | ultratop.be                 |
| Brasilien (PMB)                                                                              | —            | 16× Gold16   | 36× Platin36   | 15× Diamant15 | 4.840.000  | pro-musicabr.org.br         |
| Chile (IFPI)                                                                                 | —            | 2× Gold2     | Platin1        | —             | 110.000    | Einzelnachweise             |
| Dänemark (IFPI)                                                                              | —            | 7× Gold7     | 16× Platin16   | —             | 1.430.000  | ifpi.dk                     |
| Deutschland (BVMI)                                                                           | —            | 8× Gold8     | 4× Platin4     | —             | 3.200.000  | musikindustrie.de           |
| Ecuador (SOPROFON)                                                                           | —            | —            | Platin1        | —             | 6.000      | Einzelnachweise             |
| Finnland (IFPI)                                                                              | —            | 3× Gold3     | 5× Platin5     | —             | 220.000    | Einzelnachweise             |
| Frankreich (SNEP)                                                                            | —            | 6× Gold6     | Platin1        | 4× Diamant4   | 2.004.732  | infodisc.fr snepmusique.com |
| Griechenland (IFPI)                                                                          | —            | —            | Platin1        | —             | 20.000     | Einzelnachweise             |
| Indien (IMI)                                                                                 | —            | —            | 13× Platin13   | —             | 1.560.000  | Einzelnachweise             |
| Indonesien (ASIRI)                                                                           | —            | Gold1        | —              | —             | 10.000     | Einzelnachweise             |
| Italien (FIMI)                                                                               | —            | 9× Gold9     | 16× Platin16   | —             | 1.085.000  | fimi.it                     |
| Japan (RIAJ)                                                                                 | —            | 3× Gold3     | —              | —             | —          | riaj.or.jp                  |
| Kanada (MC)                                                                                  | —            | 7× Gold7     | 50× Platin50   | Diamant1      | 5.040.000  | musiccanada.com             |
| Kolumbien (ASINCOL)                                                                          | —            | Gold1        | —              | —             | 5.000      | Einzelnachweise             |
| Mexiko (AMPROFON)                                                                            | —            | 7× Gold7     | 13× Platin13   | —             | 990.000    | amprofon.com.mx             |
| Neuseeland (RMNZ)                                                                            | —            | 4× Gold4     | 35× Platin35   | —             | 982.500    | radioscope.co.nz NZ2        |
| Norwegen (IFPI)                                                                              | —            | 7× Gold7     | 41× Platin41   | —             | 2.260.000  | ifpi.no                     |
| Österreich (IFPI)                                                                            | —            | 7× Gold7     | 6× Platin6     | —             | 257.500    | ifpi.at                     |
| Polen (ZPAV)                                                                                 | —            | 9× Gold9     | 27× Platin27   | —             | 1.125.000  | olis.pl                     |
| Portugal (AFP)                                                                               | —            | 8× Gold8     | 12× Platin12   | —             | 175.000    | Einzelnachweise             |
| Russland (NFPF)                                                                              | —            | —            | Platin1        | —             | 200.000    | Einzelnachweise             |
| Schweden (IFPI)                                                                              | —            | 5× Gold5     | 19× Platin19   | —             | 1.340.000  | sverigetopplistan.se        |
| Schweiz (IFPI)                                                                               | —            | Gold1        | 3× Platin3     | —             | 75.000     | hitparade.ch                |
| Singapur (RIAS)                                                                              | —            | 2× Gold2     | Platin1        | —             | 20.000     | rias.org.sg                 |
| Spanien (Promusicae)                                                                         | —            | 9× Gold9     | 16× Platin16   | —             | 1.130.000  | elportaldemusica.es         |
| Thailand (TECA)                                                                              | —            | Gold1        | —              | —             | 5.000      | Einzelnachweise             |
| Vereinigte Staaten (RIAA)                                                                    | —            | 9× Gold9     | 67× Platin67   | —             | 75.498.000 | riaa.com                    |
| Vereinigtes Königreich (BPI)                                                                 | 11× Silber11 | 8× Gold8     | 11× Platin11   | —             | 11.432.000 | bpi.co.uk                   |
| Insgesamt                                                                                    | 11× Silber11 | 150× Gold150 | 467× Platin467 | 20× Diamant20 |            |                             |